# George Brunton Fraser
George Brunton Fraser (1831 à Kirkcaldy - 1er décembre 1905 à Fife) était un joueur d’échecs écossais et journaliste d’échecs. Champion d’Écosse 1898. Il participa au tournoi international de Dundee 1867.
À partir de 1862, il édite la section échecs du journal Dundee Courier and Argus.

## Carrière aux échecs

### Matchs et compétitions
Au cours des années 1850, il a joué des matchs contre Wormald et Falkbeer, entre autres. Kolisch, l’un des principaux maîtres de l’époque, visita Dundee en 1860 et joua un match de sept parties avec Fraser. Fraser en a gagné 2, perdu 4 et fait match nul 1.
En 1867, Steinitz visite Dundee. Il a joué un match avec Fraser en janvier. Steinitz a remporté 7 parties, perdu 1 et fait un match nul. En février, un autre match a eu lieu. Fraser a fait match nul lors de la première partie, a remporté la deuxième et a perdu la troisième. Une pause dans le match s’est alors produite, car Steinitz avait un engagement à Glasgow. De retour à Dundee, Steinitz a remporté le quatrième match après une gaffe de Fraser, le cinquième match a été nul et Steinitz a remporté le sixième match.
La même année 1867, la British Chess Association propose de tenir son congrès annuel à Dundee à l’automne. Un tournoi organisé pour l’occasion fut remporté par Neumann, devant Steinitz, De Vere, MacDonnell, Blackburne.

### Apports à la théorie des ouvertures
Fraser a été reconnu comme un analyste d’ouverture réputé et son nom est attaché à des lignes dans la partie écossaise, la partie viennoise, le gambit du roi, le gambit letton, le début Ponziani et le gambit Evans.

### Parties par correspondance
Fraser a également organisé et dirigé un certain nombre de tournois par correspondance ; il était l’auteur de 200 Games of Chess (1896), une collection de jeux joués par correspondance.

## Vie privée

### Parents
Ses parents étaient Robert Fraser (1798-1839) et Ann Cumming (c1800-1841). Ils se sont mariés à Kirkcaldy, Fife en 1820. George Brunton Fraser a eu six frères et trois sœurs, tous nés à Kirkcaldy.
Au début de sa vie, Robert Fraser a été apprenti chez un marchand de vin et un quincaillier. Plus tard, il a lancé sa propre entreprise en tant que quincaillier. En grande partie autodidacte, Fraser a acquis une connaissance de plusieurs langues étrangères et a écrit des articles originaux et des traductions de vers à plusieurs revues d’Édimbourg et dans divers journaux. En 1838, il est nommé rédacteur en chef du Fife Herald.
Il mourut le 22 mai 1839 à Cupar.

### Difficultés financières de George Brunton Fraser
En 1886, une cagnotte a été organisée pour ses grands services aux échecs, qui ont rapporté 44 £ 15 s. Il est possible, cependant, qu’une raison supplémentaire de ce geste soit parce que certaines personnes étaient au courant de ses difficultés financières récentes. Fraser, travaillant comme commissionnaire et marchand de vin, a dû faire face à plusieurs reprises à des procédures de faillite au cours de sa vie professionnelle. Il a même fait de la prison.